# Teet Kallas
Teet Kallas (ur. 6 kwietnia 1943 w Viljandi, Estonia) – współczesny estoński pisarz, nowelista, dramaturg i krytyk literacki.

## Życiorys
Zadebiutował powieścią Tak dużo słońca (Nii palju päikest) w 1964. W 1979 został laureatem nagrody republikańskiej za wydaną w tym samym roku powieść Corrida. Utwór zekranizowany został w 1982 przez estońskiego reżysera Olava Neulanda.
Tłumaczył na estoński utwory Aleksandra Grina i Wasilija Szukszyna.
Twórczość Kallasa cechuje wyrafinowana ironia, barwny język i surrealistyczna, groteskowa fabuła służąca zobrazowaniu ludzkiej egzystencji opartej na ciągłej walce charakterów.